# Séquence didactique
Une séquence didactique est une étape d'enseignement correspondant à un ou plusieurs objectifs d'apprentissage, de compréhension, de connaissance.

## Le but de la séquence didactique
La séquence didactique, concrètement, peut s'étaler sur quelques heures ou quelques semaines, voire quelques mois, en fonction du niveau de l'élève, de sa motivation, des conditions matérielles, des autres séquences (il est souvent possible d'en faire plusieurs à la fois).
Par exemple, dans l'enseignement d'une langue, « savoir exprimer ses goûts en matière de nourriture » peut être un objectif. Cet objectif n'est atteint que si l'élève apprend les verbes touchant aux goûts (aimer, préférer, détester par exemple) ainsi que la conjugaison de ces verbes, mais aussi les adjectifs et le vocabulaire du domaine de la restauration, ainsi que les notions culturelles nécessaires à la description des sensations (la différence doux/amer n'ayant pas la même valeur selon les pays, par exemple).
On voit donc que, lors d'une séquence didactique, l'élève doit progresser dans divers domaines (conjugaison, vocabulaire…) dans un même objectif. C'est tout le sens du décloisonnement.
On comprend aussi que plusieurs séquences peuvent se chevaucher dans le temps : « dire ses goûts » n'étant pas, en effet, une étape obligée pour être capable, par exemple, de décrire un paysage ou de se présenter soi-même. La « capacité à décrire un paysage » ou « être capable de se présenter » peuvent alors être des objectifs d'autres séquences, venant après, avant ou pendant la séquence sur les goûts.
Bien sûr, certaines séquences sont primordiales (dans l'apprentissage d'une langue : se présenter, dire ce qu'on veut) par rapport à d'autres. Elles viennent donc en général en premier.
La séquence didactique présente les avantages du décloisonnement (voir ce mot). Enfin elle est applicable à l'enseignement de toutes les disciplines, et à tous les niveaux.

## Apparition de la séquence didactique
En France, un public très large, de niveau culturel très varié et de toutes générations n'a pu interpréter que de manières diverses et souvent erronées des expressions trop récentes et pas encore généralisées comme « séquence didactique » et « décloisonnement » lors de leur apparition. Ce jargon a donc été soumis à une vive critique lorsqu'il a été introduit dans les programmes scolaires de tous les niveaux (progressivement, dans les années 1980-90). Cependant, lier autant que possible les différentes faces d'une même discipline au sein d'une même étape n'est pas une technique nouvelle. Les modifications récentes des programmes scolaires ne représentent en fait qu'une radicalisation théorique du décloisonnement et de l'enseignement en séquences.

## Banques de séquences didactiques en ligne
Portail pour l'enseignement de la littérature : www.portail-litterature.fse.ulaval.ca
Ce portail regroupe près de 200 séquences didactiques consacrées à l'enseignement d'œuvres littéraires complètes auprès d'élèves de 12 à 19 ans. Ces séquences sont développées par des étudiants en formation initiale à l'enseignement du français (secondaire ou collégial) à l'Université Laval. Ce site, qui s'enrichit annuellement d'une cinquantaine de nouvelles séquences, comprend aussi un répertoire critique de sites internet pouvant être mis à profit pour l'enseignement de la littérature.